# Saturninus von Toulouse

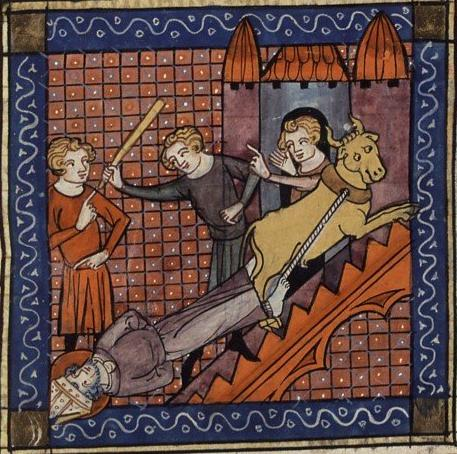
Martyrium des Saturninus, Jacobus de Voragine, 14. Jahrhundert

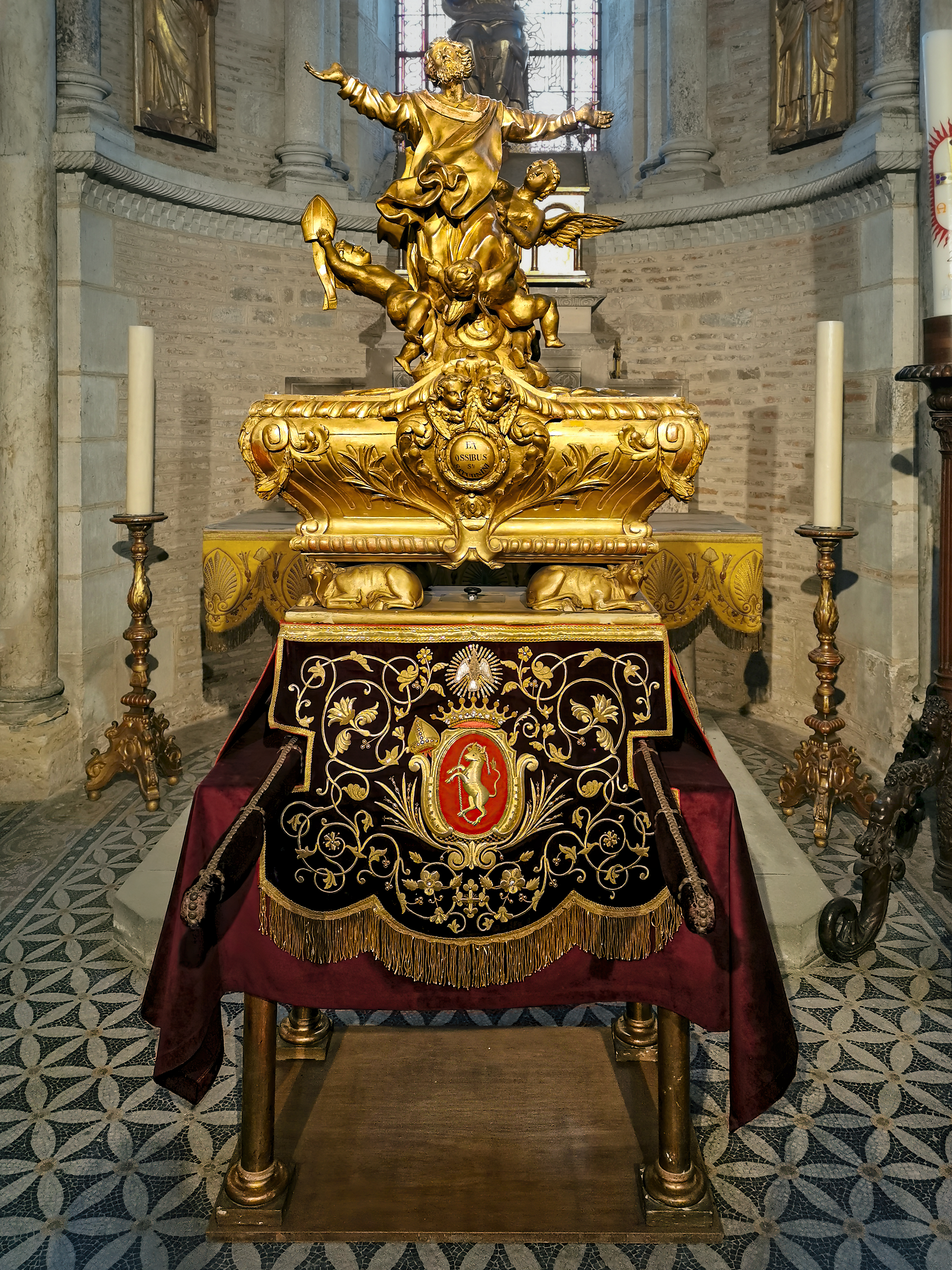
Darstellung des Saturninus auf seinem Reliquiar in der Kirche Saint-Sernin in Toulouse

Saturninus (französisch Saturnin, Cernin, Sadorni, Sarny, Savournin, Sernin, Sorlin) war der erste Bischof von Toulouse, sein Patrozinium ist der 29. November (evangelischer und römisch-katholischer Gedenktag).

## Leben
Saturninus war einer der sieben zu Bischöfen geweihten Männer, die nach Gregor von Tours (538–594), zur Zeit des Kaisers Decius, also in den Jahren 249–251, zur Mission nach Gallien gesandt wurden, wobei er sich auf eine aus dem 5. Jahrhundert stammende Passio des Saturninus bezieht, die im Machtbereich der Westgoten stark verbreitet war. Die anderen Missionare waren: Gatianus von Tours, Trophimus von Arles, Paulus von Narbonne, Dionysius von Paris, Stremonius von Auvergne und Martial von Limoges, die jeweils als erste Bischöfe ihrer Diözese gelten.
Zu Saturninus berichtet Gregor darüber hinaus, dass er im Jahr 250 bereits in Toulouse predigte.
Neben Dionysius war Saturninus der einzige der sieben Missionare, der den Märtyrertod erlitt: nachdem er verhaftet worden war, brachte man ihn zum Capitol (das heutige noch so genannte Rathaus von Toulouse), wo er an den Schwanz eines wütenden Stiers gebunden und vom Capitol herab zu Tode geschleift wurde.

## Verehrung
Saturninus wurde in einer Nekropole außerhalb der Stadt beerdigt, sein Nachfolger Hilarius (358–360) ließ über der Stelle ein hölzernes Oratorium errichten, das später durch die Kirche St-Saturnin-du-Taur, heute Notre-Dame du Taur, ersetzt wurde. Die Reliquien wurden bereits um 400 in die Basilika St-Sernin de Toulouse überführt, die Hilarius’ Nachfolger Silvius (360–400) und Exuperius (405–411) errichten ließen. 1665 wurden Reliquien des Märtyrers in die Klosterkirche des Prämonstratenserstiftes Weißenau bei Ravensburg übertragen. So wurde Saturninus zum Patron des Ortes Weißenau.
Im Jahr 2017 nahm die Russisch-Orthodoxe Kirche Saturninus in ihren Heiligenkalender auf.

## Orte, die nach Saturninus benannt sind
- Frankreich: siehe Saint-Sernin und Saint-Saturnin
- Burgo de San Cernín (Pamplona)
- Sant Sadurní d’Anoia, Sant Sadurní d’Osormort und Sant Sadurní de l’Heura in Katalonien
- San Saturnino (Asturien)
- Saturninuskirche